# Salem (Virginia)
Salem ist eine kreisfreie Stadt in Virginia in den Vereinigten Staaten und Verwaltungssitz des Roanoke County.
Sie liegt im Shenandoah Valley zwischen den Alleghany und den Blue Ridge Mountains am Roanoke River. Das U.S. Census Bureau hat bei der Volkszählung 2020 eine Einwohnerzahl von 25.346 ermittelt.
Das private Roanoke College befindet sich in einer Vorstadt.
Salem betreibt ein eigenes Wasserver- und -entsorgungssystem und ein eigenes Stromnetz.

## Geschichte
Spuren amerikanischer Ureinwohner reichen bis ins Jahr 8000 vor Christus zurück. Zunächst wurde das Tal nur als Durchgangsstation bei Wanderungen benutzt, später wurden Gruppen hier sesshaft.
Die ersten Europäer kamen in den 70er Jahren des 17. Jahrhunderts in die Gegend. Als erste Ansiedlung entstand 1752 Fort Lewis westlich des heutigen Salems, das 1802 gegründet wurde. Die Herkunft des Namens ist nicht genau bekannt, es wird aber vermutet, dass William Bryan, der aus Salem, New Jersey stammte, ihr den Namen gab.
Im Amerikanischen Bürgerkrieg wurde Salem zweimal angegriffen.
Im Jahr 1960 hatte Salem eine  Bevölkerung von 16.058. Am 31. Dezember 1967 wurde es offiziell zu einer Stadt. Salem gehört also nicht zum Roanoke County, ist von diesem aber vollständig umgeben.

### Einwohnerentwicklung
| Jahr | Einwohner* |
| ---- | ---------- |
| 1980 | 23.956     |
| 1990 | 23.756     |
| 2000 | 24.747     |
| 2010 | 24.802     |
| 2020 | 25.346     |

*1980–2020: Volkszählungsergebnisse

## Wirtschaft
Die zehn größten Arbeitgeber waren 2018:
| Arbeitgeber                            | Arbeitnehmer |
| -------------------------------------- | ------------ |
| Veterans Administration Medical Center | 1915         |
| Lewis-Gale Hospital                    | 1603         |
| Yokohama Industries                    | 0760         |
| Lewis-Gale Physicians                  | 0646         |
| General Electric                       | 0545         |
| City of Salem Schools                  | 0527         |
| Roanoke College                        | 0467         |
| City of Salem                          | 0460         |
| US Foods                               | 0398         |
| Carter Machinery                       | 0370         |

## Persönlichkeiten
- David C. Shanks (1861–1940), Generalmajor der United States Army